# Partidul Național Democratic (Egipt)
Partidul Național Democratic (în arabă الحزب الوطني الديمقراطي) a fost partidul care a condus Egiptul în perioada 1978-2011. El a fost fondat în 1978 de către președintele egiptean Anwar Sadat. 
Avându-și originea în Uniunea Socialistă Arabă, partidul a deținut toată puterea în statul egiptean pe durata existenței sale, fiind catalogat de mulți politologi drept partid unic autoritar. În urma revoluției din 2011, partidul a fost înlăturat de la putere împreună cu liderul acestuia, Hosni Mubarak. Partidul a fost desființat în același an, bunurile acestuia trecând în proprietatea statului.

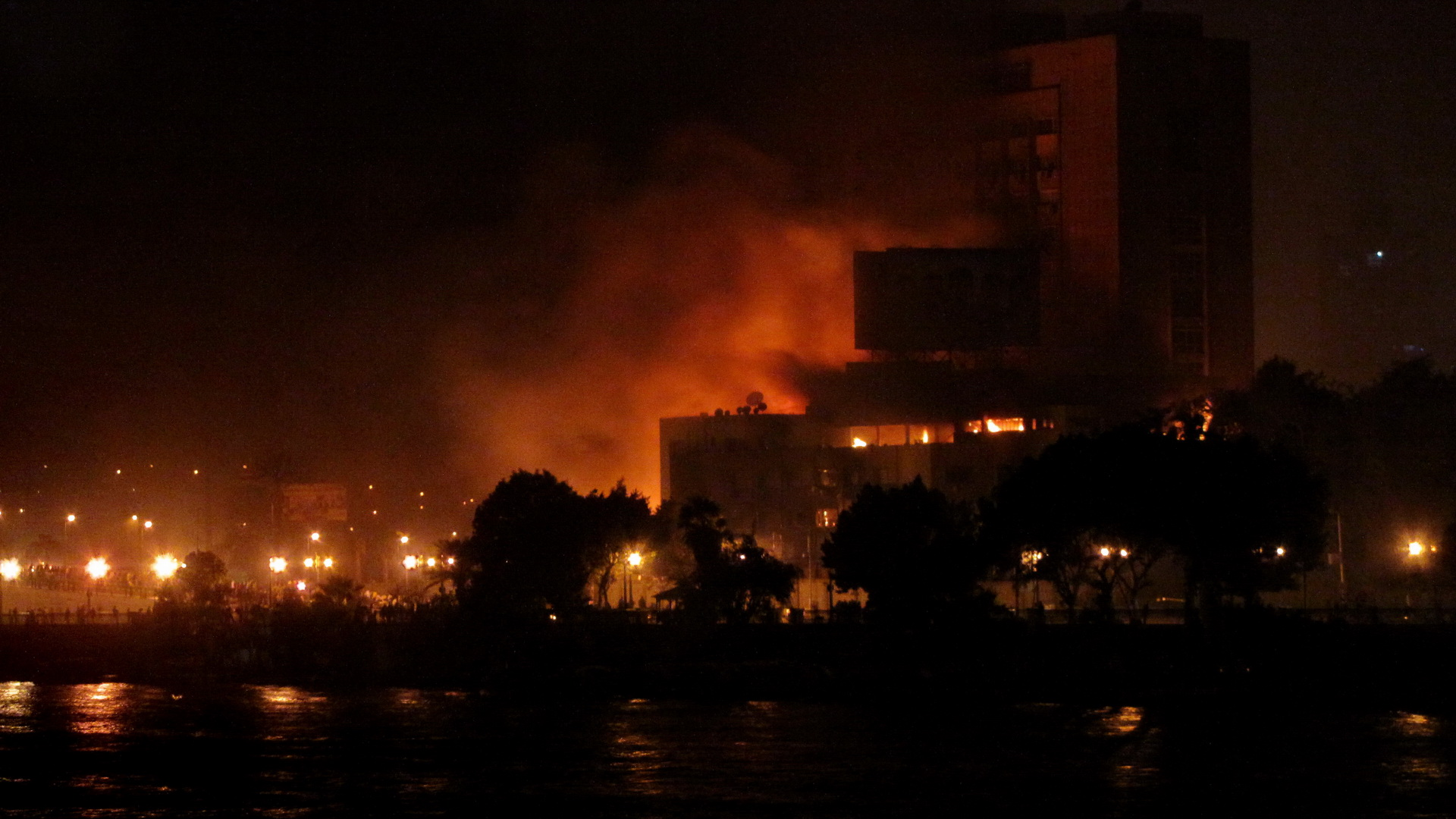
Sediul PND incendiat în timpul revoluției

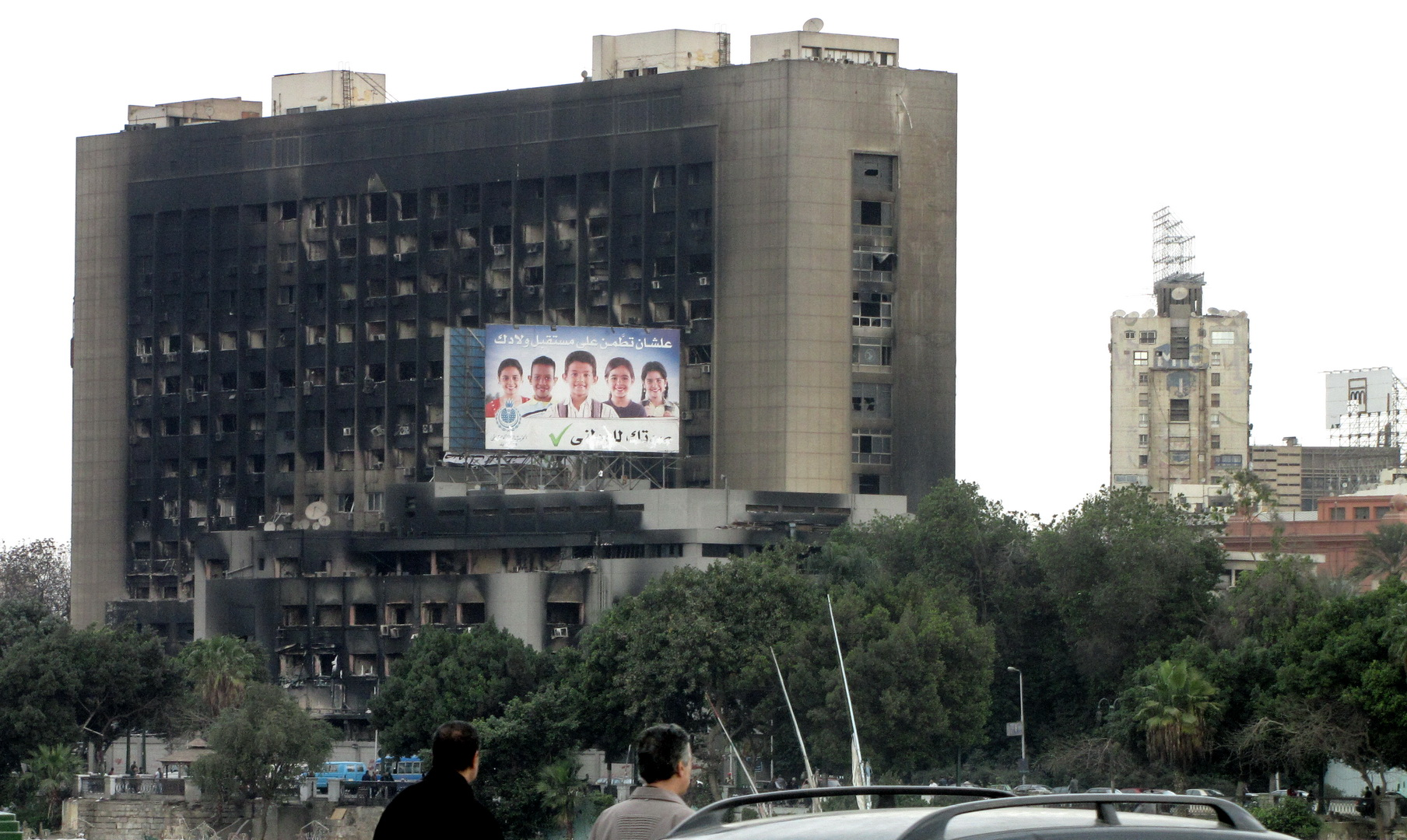
Sediul PND în urma incendiului

Deși avea o orientare politică centristă, partidul a făcut parte din Internaționala Socialistă până la excluderea sa din 2011, în urma revoluției.